# Beyond Sanctorum
Albums de Therion
Of Darkness...
(1991) Symphony Masses: Ho Drakon Ho Megas
(1993)
Beyond Sanctorum est le deuxième album du groupe suédois de death metal Therion, publié en janvier 1992 par Active Records.

## Liste des chansons
Toutes les chansons sont écrites et composées par Therion.
| No  | Titre                                | Durée |
| --- | ------------------------------------ | ----- |
| 1.  | Future Consciousness                 | 5:00  |
| 2.  | Pandemonic Outbreak                  | 4:21  |
| 3.  | Cthulhu                              | 6:12  |
| 4.  | Symphony of the Dead                 | 6:49  |
| 5.  | Beyond Sanctorum                     | 2:36  |
| 6.  | Enter the Depths of Eternal Darkness | 4:46  |
| 7.  | Illusions of Life                    | 3:20  |
| 8.  | The Way                              | 11:06 |
| 9.  | Paths                                | 2:03  |
| 10. | Tyrants of the Damned                | 3:43  |